# Michael Rabin (Musiker)
Michael Rabin (* 2. Mai 1936 in New York City; † 19. Januar 1972 ebenda) war ein bedeutender US-amerikanischer Violinist. Er starb mit 35 Jahren unter tragischen Umständen.

## Kindheit und Begabung
Rabins Vater war Geiger beim New York Philharmonic Orchestra, seine Mutter eine Pianistin, die an der Juilliard School in New York studiert hatte. Es wird berichtet, dass Rabin mit einem Jahr perfekt den Takt klopfen konnte und mit drei Jahren ein absolutes Gehör offenbarte. Mit fünf Jahren begann er das Klavierspiel zu erlernen.
Kurz darauf bekam er bei einem Arzt, der Amateurgeiger war, eine Miniaturgeige in die Hände, die er nicht mehr hergeben wollte. Sein Vater begann daraufhin, ihn zu unterrichten. Als sich innerhalb weniger Unterrichtsstunden das große Talent Michael Rabins offenbarte, wurde er schließlich Schüler des Violinpädagogen Ivan Galamian, nach dessen Meinung er sein begabtester war.

## Künstlerischer Werdegang
Im Alter von 10 Jahren absolvierte Rabin 1947 seinen ersten öffentlichen Auftritt mit dem Havanna Symphony Orchestra unter Artur Rodziński. Auf dem Programm dieses Debüts stand das hochvirtuose Violinkonzert Nr. 1 in fis-moll von Henryk Wieniawski. Im Alter von 13 Jahren erfolgte sein vielbeachtetes Debüt in der New Yorker Carnegie Hall mit dem Violinkonzert Nr. 5 von Henri Vieuxtemps. 1950 fand die erste Schallplattenaufnahme statt: bei Columbia Masterworks erschienen 1951 11 Capricen von Niccolò Paganini.
In den 1950er Jahren unterzeichnete Rabin einen Plattenvertrag bei Capitol-EMI, für die er u. a. das Violinkonzert Nr. 1 in D-Dur von Paganini zweimal im Abstand weniger Jahre (einmal in Mono, einmal in Stereo) aufnahm, außerdem die beiden Violinkonzerte von Henryk Wieniawski sowie die von Peter I. Tschaikowski, von Felix Mendelssohn Bartholdy und Alexander Glasunow.
Berühmt wurde seine 1958 entstandene Gesamtaufnahme der 24 Capricen von  Paganini, die für viele bis heute als unübertroffen gilt und die Itzhak Perlman erklärtermaßen zu seiner eigenen, ebenfalls berühmt gewordenen Gesamtaufnahme von 1972 inspirierte:

“I would like to dedicate this album to the memory of my dear friend and colleague, Michael Rabin. In preparing for the recording, his influence was a constant source of inspiration for me.”

„Ich möchte dieses Album dem Andenken an meinen lieben Freund und Kollegen Michael Rabin widmen. Bei den Vorbereitungen für die Aufnahme war sein Einfluss eine ständige Quelle der Inspiration für mich.“

Aus unbekannten Gründen betrat Rabin nach 1959 kein Tonstudio mehr, während er seine Konzertkarriere zunächst ungebrochen fortsetzte. Allerdings entstanden in den 1960er Jahren  einige Fernsehaufnahmen, die belegen, auf welchem hohen künstlerischen Niveau sich Rabin zu dieser Zeit noch immer bewegte.
Rabin spielte eine Violine von Giuseppe Guarneri del Gesù aus dem Jahre 1735 („ex-Kubelik“).

## Persönliche Probleme
Anfang der 1960er Jahre kamen Gerüchte über eine emotionale Instabilität des Musikers auf, später über chronischen Drogenmissbrauch. Rabin entwickelte ausgeprägte Ängste, so etwa die, von der Bühne zu fallen. Über seinen verfrühten Tod im Jahr 1972 kursierte deshalb lange die nicht haltbare Hypothese, der Geiger habe aus Verzweiflung Suizid begangen.

## Todesumstände
Michael Rabin wurde am 19. Januar 1972 von seiner damaligen Freundin June LeBell, einer Sängerin, tot in seiner Wohnung aufgefunden, nachdem er an diesem Tag mehrfach nicht ans Telefon gegangen war. Die beiden hatten sich am Morgen telefonisch für den gleichen Abend zum auswärts Essen verabredet. Die Sängerin fand ihn unter einem Klappstuhl in Boxershorts und T-Shirt tot in einer Blutlache liegend und aus Nase und Mund blutend. Die Geige lag im geöffneten Kasten.
Eine Dose Thunfisch und entsprechende Utensilien deuteten darauf hin, dass er gerade zu Mittag essen wollte. Der Boden war frisch gewachst und sehr glatt. Ein Pantoffel lag in der Küche, einer im Schlafzimmer. Für June LeBell ergab sich der Eindruck, dass Rabin aus der Küche ans Telefon hatte rennen wollen, dabei ausgerutscht und mit dem Kopf an die hölzerne Sitzfläche des Stuhls geschlagen war.
Eine Autopsie durch den bekannten Pathologen Dr. Michael Baden ergab einen Bruch der Schädelhinterfläche mit schweren Gehirnverletzungen. Er urteilte, dass Rabins Sturz ungeschützt stattfand in der Art eines Betrunkenen. In diesem Zusammenhang ist von Bedeutung, dass im Apartment ein Fläschchen mit dem Barbiturat Tuinal gefunden wurde, dessen Inhaltsstoffe in Labortests bei  Rabin nachgewiesen wurden – allerdings nicht in einer Dosis, die eine Einnahme in suizidaler Absicht unterstellen lassen.
Zusammengefasst ergibt sich aus diesen Indizien das Bild, dass Rabin unter dem Einfluss von Barbituraten ausrutschte, mit dem Kopf gegen einen Stuhl schlug und letztlich an den Folgen eines Schädelbruchs starb.

## Bewertung seines Schaffens
Nach dem Urteil vieler Zeitgenossen gehörte Rabin zu den großen Violintalenten seiner Zeit. Möglicherweise weil es ihm nicht gelang, den schwierigen Übergang vom Dasein als Wunderkind ins Erwachsenenalter zu bewältigen, verlor die Welt so frühzeitig diesen talentierten Geiger, der bei aller technischen und tonlichen Perfektion und großen Musikalität bestimmt noch eine enorme Entwicklung vor sich gehabt hätte. Ganz wesentlich trug hierzu sicherlich bei, dass Rabin ein unglaubliches Pensum an Konzerten mit einem in jeder Hinsicht beschränkten, meist virtuosen Repertoire zu absolvieren hatte und es ihm offenbar nicht gelang, sich lebensnotwendige Freiräume zu schaffen.

## Zitate
- Wir Solisten sind allesamt Sklaven unseres Instruments.
- Eine andere Sache ist das tyrannisierende System der Programme. Warum soll man an dieser Tradition kleben? Warum sollen nicht Anordnungen vorstellbar sein, die dem Künstler gefallen?